# La Main rouge (film, 1960)
Pour les articles homonymes, voir La Main rouge.
Pour plus de détails, voir Fiche technique et Distribution.
La Main rouge (Die rote Hand) est un film allemand réalisé par Kurt Meisel, sorti en 1960.

## Fiche technique
- Titre original : Die rote Hand
- Titre français : La Main rouge
- Réalisation : Kurt Meisel
- Scénario : Ernst Neubach
- Photographie : Georg Bruckbauer (en)
- Montage : Ingrid Wacker
- Musique : Harald Böhmelt (en)
- Pays d'origine : Allemagne de l'Ouest
- Format : Noir et blanc - 1,66:1 - Mono
- Genre : policier
- Date de sortie : 1960

## Distribution
- Paul Hubschmid : Johnny Zamaris
- Hannes Messemer : Mahora Khan
- Eleonora Rossi Drago : Violetta Scotoni
- Susanne von Almassy (en) : Maria Gomez
- Rainer Brandt : Carnetti
- Fritz Rémond Jr. (en) : Directeur du théâtre Jif
- Willi Rose (en) : Inspecteur Auer
- Kurt Waitzmann : Inspecteur Wolff
- Klaus Becker (de) : Rolando
- Harald Maresch : Grieche
- Erich Fiedler (en) : Bertrand
- Edith Schollwer (de) : Frau Hasselbütt
- Almut Berg (de) : Rosi